# Draga (gmina Štore)
Draga – wieś w Słowenii, w gminie Štore. W 2018 roku liczyła 108 mieszkańców.